# Kabinett Forbes I

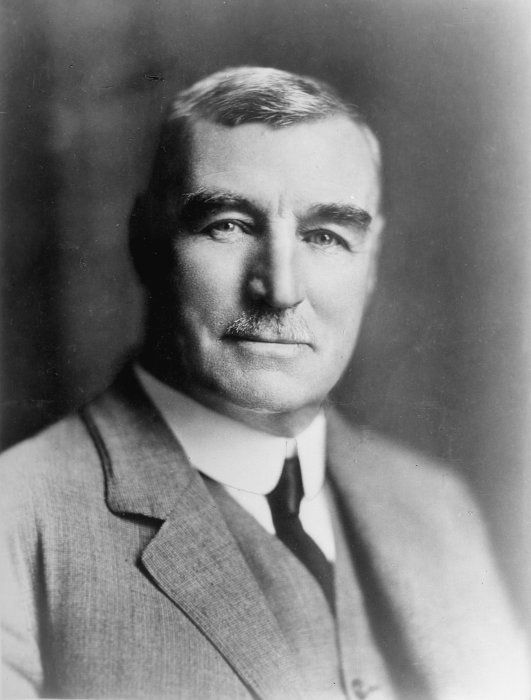
Premierminister George William Forbes (1932)

Das Kabinett Forbes I wurde in Neuseeland am 28. Mai 1930 durch Premierminister George William Forbes von der United Party gebildet und löste das Kabinett Ward II ab. Premierminister Joseph Ward war wegen gesundheitlicher Gründe am 28. Mai 1930 zurückgetreten und starb wenige Wochen später am 8. Juli 1930. Das erste Kabinett Forbes blieb bis zum 22. September 1931 im Amt und wurde dann von dem Kabinett Forbes II abgelöst.

## Minister
Dem Kabinett gehörten folgende Minister an:
| Amt                                                            | Name                      | Beginn der Amtszeit | Ende der Amtszeit  |
| -------------------------------------------------------------- | ------------------------- | ------------------- | ------------------ |
| Premierminister und Außenminister                              | George William Forbes     | 28. Mai 1930        | 22. September 1931 |
| Minister für Finanzen, Zölle und Stempelsteuern                | George William Forbes     | 28. Mai 1930        | 22. September 1931 |
| Minister für Ländereien                                        | Alfred Ransom             | 28. Mai 1930        | 22. September 1931 |
| Minister of Native Affairs und Minister für die Cookinseln     | Apirana Ngata             | 28. Mai 1930        | 22. September 1931 |
| Bildungsminister                                               | Harry Atmore              | 28. Mai 1930        | 22. September 1931 |
| Eisenbahnminister                                              | Bill Veitch               | 28. Mai 1930        | 22. September 1931 |
| Generalstaatsanwalt                                            | Thomas Sidey              | 28. Mai 1930        | 22. September 1931 |
| Minister für öffentliche Arbeiten und Transport                | William Burgoyne Taverner | 28. Mai 1930        | 22. September 1931 |
| Innenminister                                                  | Philip De La Perrelle     | 28. Mai 1930        | 22. September 1931 |
| Minister für Industrie und Handel                              | Philip De La Perrelle     | 28. Mai 1930        | 22. September 1931 |
| Justizminister und Verteidigungsminister                       | John Cobbe                | 28. Mai 1930        | 22. September 1931 |
| Generalpostmeister, Minister für Telegrafie und Marineminister | James Bell Donald         | 28. Mai 1930        | 22. September 1931 |
| Gesundheitsminister                                            | Arthur Stallworthy        | 28. Mai 1930        | 22. September 1931 |
| Minister für Arbeit und Einwanderung                           | Sydney George Smith       | 28. Mai 1930        | 22. September 1931 |
| Minister für Landwirtschaft und Bergbau                        | Alfred Murdoch            | 28. Mai 1930        | 22. September 1931 |
| Minister ohne Geschäftsbereich                                 | Robert Masters            | 28. Mai 1930        | 22. September 1931 |